# Дорнье, Клаудиус
Клод (Клаудиус) Дорнье (нем. Claude Honoré Desiré Dornier; 14 мая 1884, Кемптен — 5 декабря 1969, Цуг) — немецкий авиаконструктор и основатель авиастроительной компании Dornier GmbH.

## Биография
В 1907 году окончил Высшую техническую школу в Мюнхене.
Начал свою карьеру в авиации, поступив на работу в компанию «Цеппелин люфтшифсбау» в 1910 году, работал в опытном отделе дирижаблестроительного предприятия Ф. Цеппелина. Дорнье занимался исследованиями аэродинамики цельнометаллического жесткого дирижабля. Вскоре он спроектировал дирижабль для трансатлантических маршрутов. Это произвело впечатление на графа фон Цеппелина и в 1914 году специально для конструирования самолётов по оригинальным идеям Дорнье граф Цеппелин создает в Фридрихсхафене дочернюю компанию «Цеппелин верке Линдау ГмбХ».
С 1915 по 1918 годы Дорнье возглавляет производство цельнометаллических самолётов, включая большие летающие лодки.
Первым самолётом Дорнье была большая летающая лодка Rs.I, которая выделялась своими размерами и впервые используемым в Германии алюминиевым сплавом — дюралем. Лодка была спущена на воду в октябре 1915 года, но была разбита ещё до первого полета. За ней последовали ещё три цельнометаллические летающие лодки Rs.II, III, IV, построенные в последующие три года.
В 1916 году конструкторское бюро Дорнье было переведено в Симос под Фридрихсгафеном, где оно вело работу не только над гидросамолетами. В 1917 году взлетел двухместный истребитель-штурмовик CL.I, построенный для проверки разработок Дорнье в области работающей обшивки. Одноместный истребитель D.I построенный в 1918 году имел фюзеляж с работающей обшивкой, свободнонесущее крыло с торсионной коробкой и сбрасываемым топливным баком под фюзеляжем. Но самолёты разработки Дорнье были скорее опытами в области технологии, чем серьёзными попытками создать серийные образцы. Ни один из них не был запущен в серийное производство.
После окончания Первой мировой войны Дорнье переключился на коммерческую авиацию. 31 июля 1919 года полетела шестиместная пассажирская лодка Gs.I. Она отличалась устойчивым широким корпусом со спонсонами-«штуммелями», ставшими визитной карточкой Дорнье на многие последующие годы. Летающая лодка имела большой успех, но после демонстрации в Голландии союзники потребовали её разрушения, как самолёта, попадающего под запрещения Контрольной комиссии. Gs.I была потоплена у Киля 25 апреля 1920 года, а работа по достройке двух 9-местных Gs.II не была закончена.
На заводе в Манцеле, где продолжал работать Дорнье, стали выпускаться небольшие самолёты, подходящие под стандарты, установленные союзниками. Этими самолётами были маленький пятиместный Cs.II Дельфин, полетевший 24 ноября 1920 года. На следующий год последовал его сухопутный вариант С.III Комета и двухместная летающая лодка Либелла-I.
В 1922 году «Цеппелин верке Линдау ГмбХ» стала называться «Дорнье металлбаутен ГмбХ». Так как производство больших самолётов в Германии после Первой мировой войны было запрещено, то Клодиус Дорнье начал производство летающей лодки Gs.II, названной им «Wal» («Кит») в Италии на созданной в Марина-ди-Пиза дочерней фирме CMASA. Первая летающая лодка полетела 6 ноября 1922 года. Эти лодки использовались для почтовых и пассажирских перевозок в 1920—1930 годах, количество построенных за тот период машин превысило 260 экземпляров. Самолёт строился по лицензии в Японии, Голландии и Испании.
Тем временем работа в Манцелле ограничивалась в основном выпуском небольших коммерческих Дельфина и Кометы, а с 1925 года шестиместного «Меркура». Тайно работали и над военными самолётами, включая Do.Н Фальке и Зеефальке — цельнометаллическим свободнонесущим истребителем-монопланом с поплавковым и колесным шасси, прототип которого поднялся в воздух 1 ноября 1922 года. Лицензию на истребитель приобрела Кавасаки, хотя и не использовала её.
Ещё одним военным самолётом, созданным в середине 1920-х, стал Do.D — двухпоплавковый бомбардировщик-торпедоносец, который впервые полетел в июле 1926 года и поступил на вооружение югославской морской авиации.
В 1926 году Дорнье перебрался в Швейцарию, где основал новую фирму «AR фюр Дорнье флюгцойг» и начал проектирование самой большой для того времени летающей лодки — 12-двигательной Do X. Лодка Do X имела взлётную массу более 50 т и поднимала 170 пассажиров. В 1931 году она совершила демонстрационный перелет по четырём континентам.
С 1932 года Дорнье вновь работал в Германии, возглавляя фирму Дорнье верке ГмбХ (Dornier Werke GmbH).
Перед Второй мировой войной Дорнье создал средний бомбардировщик До-17, затем усовершенствованный и применявшийся в военных действиях под обозначением До-217.
После Второй мировой войны фирма Дорнье занималась производством самолётов для частного пользования.
Клаудиус Дорнье возобновил свою деятельность в Испании в 1949 году, а в июне 1954 года состоялся первый полет самолёта Do 25, который имел один двигатель ENMA Tайгер (ENMA Tiger) мощностью 150 л. с.. 50 похожих самолётов появились впоследствии под обозначением CASA C-127. Разработанный на основе этого самолёта опытный Do 27 поднялся в воздух 8 апреля 1955 года. Производство Do 27A осуществлялось в Германии на заводе Дорнье-Верке.
Сам Дорнье в 1962 году отказался от руководства фирмой и уехал в Швейцарию.